# Braconne (affluent de l'Arroux)
Pour les articles homonymes, voir Braconne.
La Braconne est une rivière française du Bas-Morvan, situé sur les départements de Saône-et-Loire et de la Nièvre en région Bourgogne-Franche-Comté. Elle est un affluent droit de l'Arroux, c'est-à-dire un sous-affluent du fleuve Loire.

## Géographie

### Cours

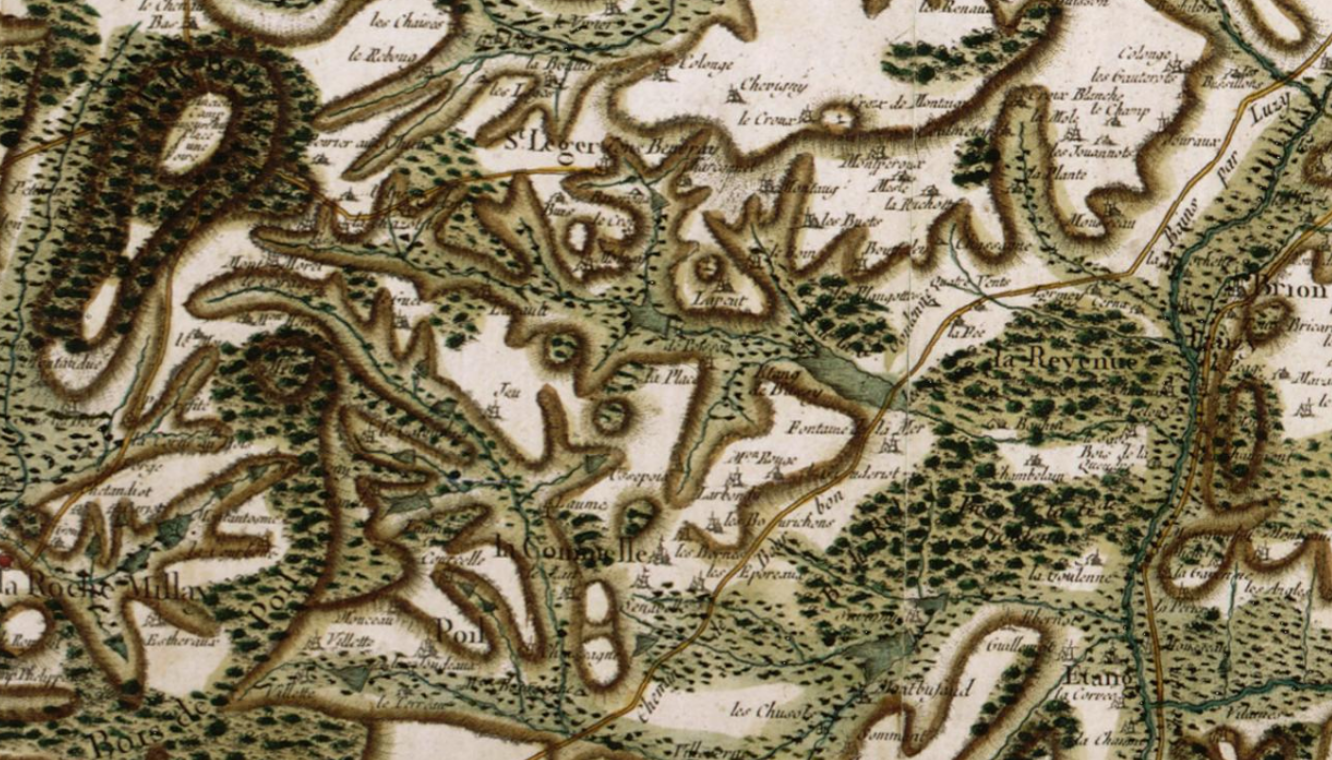
La Braconne sur la carte de Cassini au XVIIIe siècle.
D'est en ouest : au nord, le mont Beuvray et Saint-Léger-sous-Beuvray ; au sud : Larochemillay, Poil, La Comelle et Étang-sur-Arroux.

La Braconne est implantée dans le Bas-Morvan méridional. De 17,93 kilomètres de longueur, elle prend sa source à la fontaine Saint-Martin dans les hauteurs du mont Beuvray, à 747,6 mètres d'altitude.

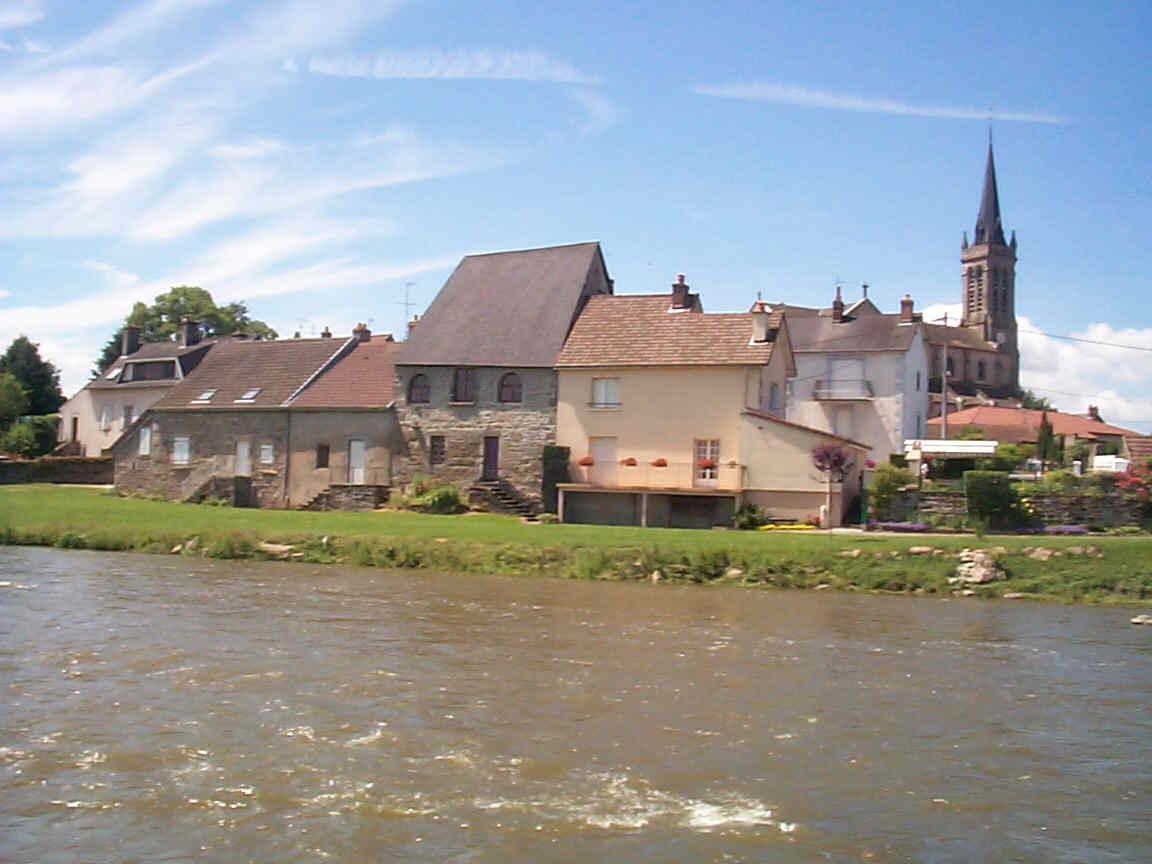
L'Arroux à Étang-sur-Arroux.

Depuis la commune de Saint-Léger-sous-Beuvray, la rivière coule du nord-ouest vers le sud-est, en effectuant un angle droit à la Verne, entre La Comelle et Saint-Didier-sur-Arroux. Après celui-ci, elle part vers le nord-est, mais effectue une nouvelle descente au sud à l'entrée du bourg d'Étang-sur-Arroux, où elle conflue, en rive droite de l'Arroux, à 270,7 mètres d'altitude. Un de ses affluents, le ruisseau du Verdeau, traverse l'étang de Bousson au nord de Saint-Didier-sur-Arroux.
Sur l'ensemble de son parcours, La Braconne effectue une descente de 26,4 km en moyenne.

### Départements, communes et cantons traversés
La Braconne traverse les cinq communes suivantes, dans le sens amont vers aval : Saint-Léger-sous-Beuvray (source), Poil, La Comelle, Saint-Didier-sur-Arroux, Étang-sur-Arroux (confluence). Elle forme le tracé de la limite de la commune de Poil avec Saint-Léger au nord-ouest, puis de La Comelle sur tout le côté ouest (de Saint-Léger à Saint-Didier) et sur une partie du côté sud, avec les communes de Poil et Saint-Didier,. La Braconne forme donc une partie de la frontière entre la Nièvre et la Saône-et-Loire.
Soit en termes de départements et cantons, la rivière traverse essentiellement un seul département et un seul canton. Il prend source et conflue dans le département de Saône-et-Loire, dans l'arrondissement d'Autun et dans le même canton d'Autun-2, ancien canton de Saint-Léger-sous-Beuvray. Seule la commune de Poil est située dans le département de la Nièvre, arrondissement de Château-Chinon (Ville) et canton de Luzy.

### Bassin versant
Les vallées de la Braconne et du Mesvrin ouvrent la vallée de l'Arroux plus au nord. La Braconne traverse la zone hydrographique « L'Arroux du Méchet au Mesvrin » (K130) pour une superficie de 240 km2,.
Le bassin versant est très majoritairement occupé par des prairies humides consacrées à l'élevage bovin, en amont, et, en aval, par des forêts,. Les zones agricoles hétérogènes occupent le reste de l'espace. Les zones urbanisées et d'étangs sont peu significatives,. Les bourgs de Poil, La Comelle et Saint-Didier-sur-Arroux sont chacun implantés sur le coteau d'un ruisseau affluent de la Braconne.
Sa géologie est constituée de granite à mica noir, issu du carbonifère inférieur.

### Organismes gestionnaires
Le principal organisme gestionnaire est le Syndicat intercommunal à vocation multiple des eaux Arroux et Braconne, sis à Étang-sur-Arroux, qui regroupe les communes de La Comelle, Saint-Didier-sur-Arroux et Étang-sur-Arroux. Il assure la distribution d'eau potable et le réseau d'assainissement sur les trois communes. Grâce au pompage de trois puits, il approvisionne 1 300 m3 par jour.
À Saint-Léger-sous-Beuvray, la distribution d'eau et l'assainissement collectif sont pris en charge par une régie communale, mais l'assainissement non collectif est géré par la communauté de communes du Grand Autunois Morvan. À Poil, seule commune nivernaise concernée, la distribution de l'eau est assurée par le Syndicat intercommunal d'alimentation en eau potable de la région de Luzy, sis à Luzy, et l'assainissement par la communauté de communes Bazois Loire Morvan,.

## Hydronymie
La rivière est attestée sous le nom Bracone en 1757. On retrouve Braconne en 1859.
On retrouve à Étang-sur-Arroux un ancien toponyme similaire, Braconnes, attesté sous sa forme la plus ancienne Braconain dès 1266. L'établissement était confondu avec le hameau de la Goulenne à partir du XVIIe siècle.

## Affluents

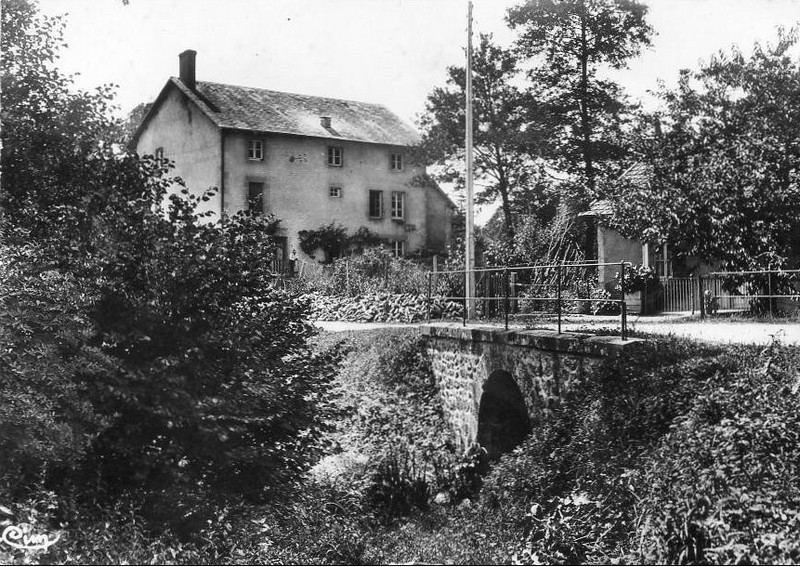
Un affluent au bourg de Poil, ici en-dessous du moulin. Il rejoint la Braconne et le ruisseau du Verdeau vers la Verne.

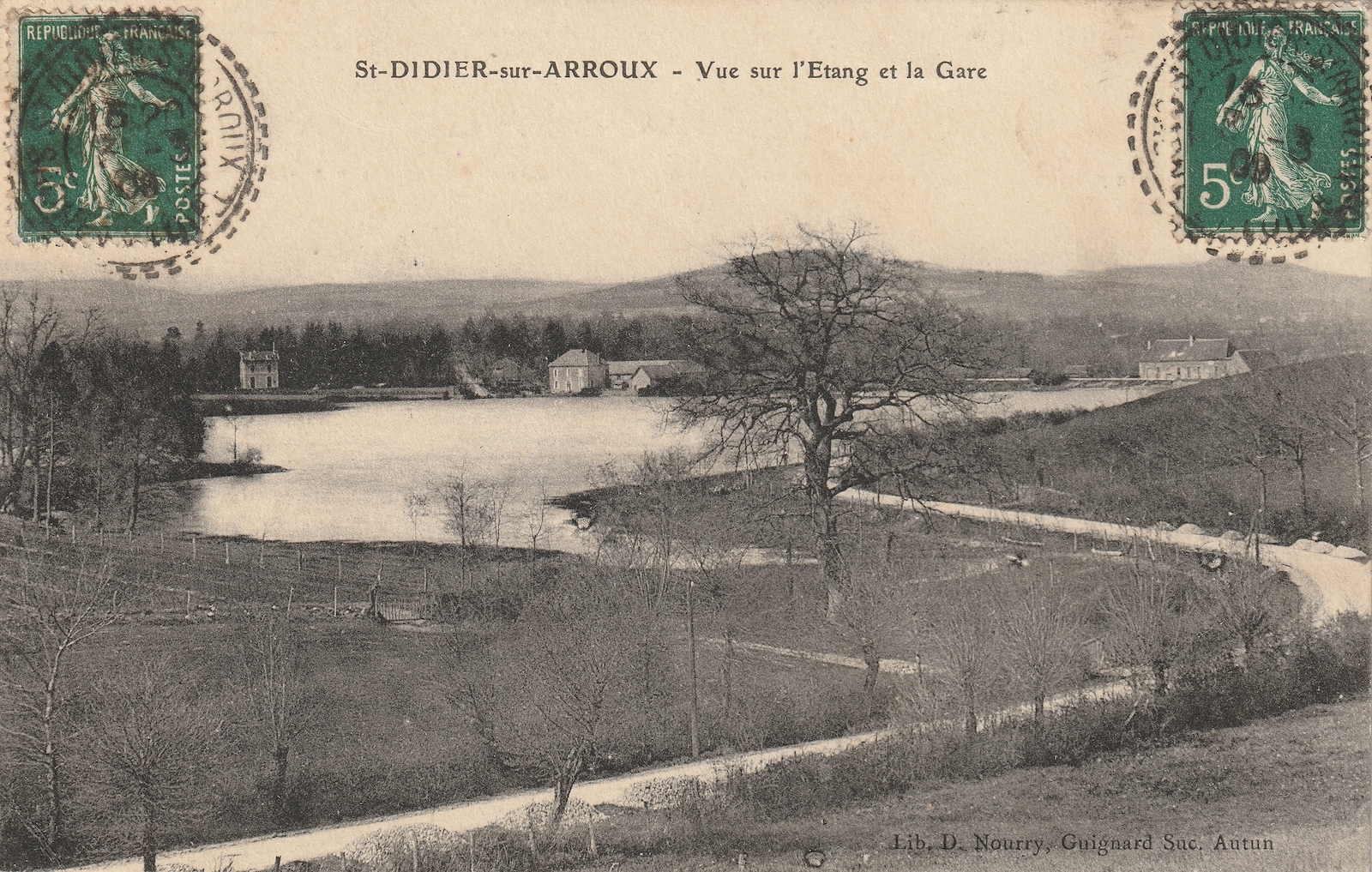
Le ruisseau du Verdeau descent ensuite vers l'étang du Bousson, entre Poil et Saint-Didier-sur-Arroux (carte postale de 1909).

La Braconne compte dix-sept affluents et vingt sous-affluents. Les plus notables d'entre eux sont :
- le ruisseau la Grande Noue, 3,2 km, qui prend sa source à l'est du bourg de La Comelle et se jette à Savigny, au sud-est, hameau d'Étang-sur-Arroux[20] ;
- le ruisseau du Verdeau, 6,2 km, qui prend sa source à Thil de Poil, rejoint l'étang de Buisson à Saint-Didier-sur-Arroux au sud-est puis se jette dans la Braconne plus au nord, à l'ouest de la Verne, lieu-dit de La Comelle[21] ;
  - le ruisseau du Verdeau, 1,6 km, qui prend sa source entre Thil et le chemin de fer, continue en direction du sud-est puis se jette au nord-est de la Ranche à Saint-Didier-sur-Arroux, à proximité du passage à niveau ; il n'a qu'un affluent[22] ;
    - le ruisseau le Gueurlon, 1,4 km, qui prend sa source à Saint-Didier-sur-Arroux, entre Patigny, la ligne de chemin de fer et le mont Dône, effectue une boucle par le sud puis se jette dans le ruisseau du Berdeau au nord ; il n'a pas d'affluent[23].

Le rang de Strahler est donc de quatre.

## Histoire

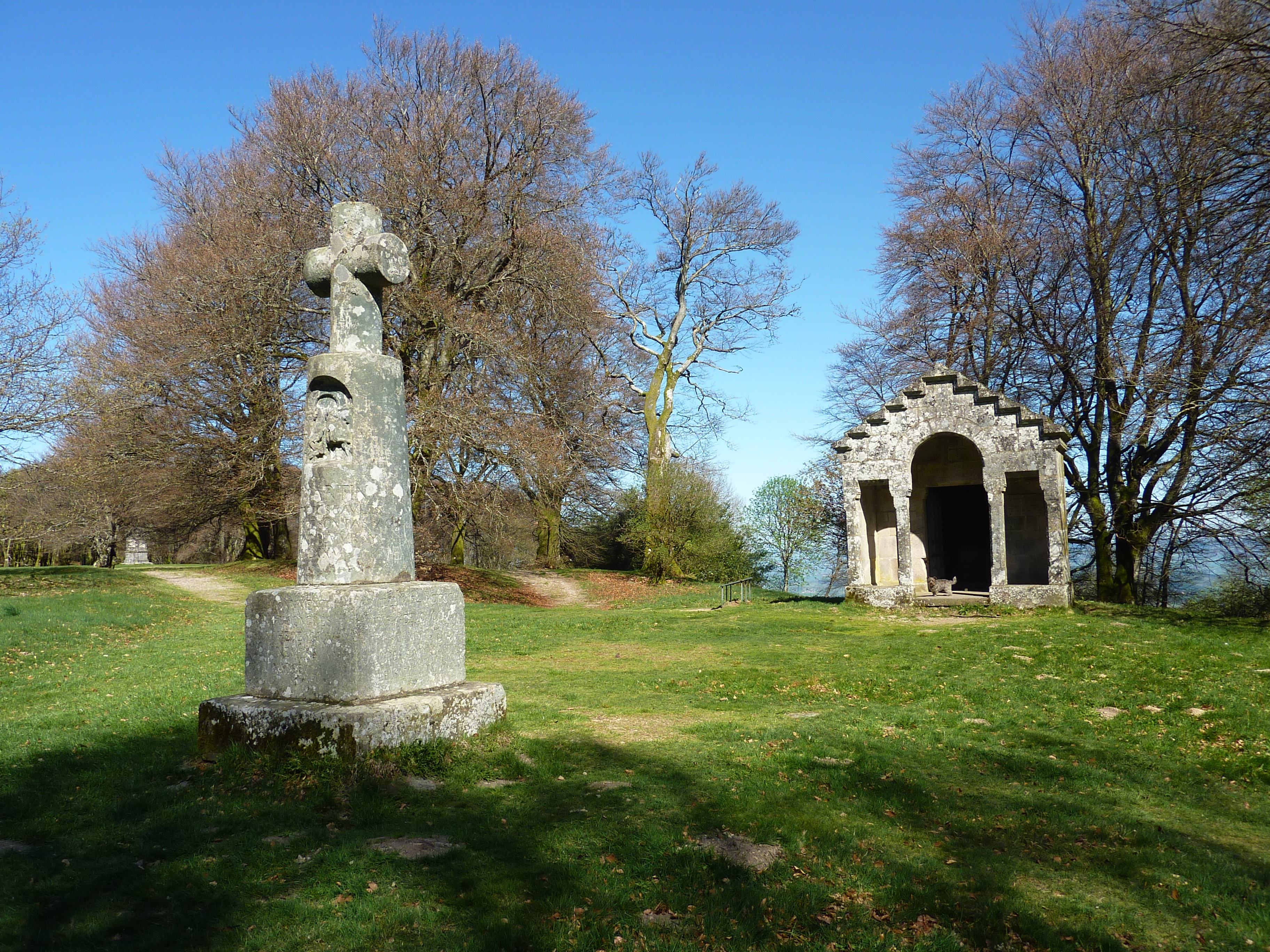
La croix et la chapelle Saint-Martin, en haut du Beuvray.

La source de la Braconne, la fontaine Saint-Martin, est située sur le mont Beuvray, à proximité d'un établissement religieux depuis l'antiquité, aujourd'hui incarné par la chapelle Saint-Martin. Il fut un lieu de rites donnant mariage, fécondité et lait,. L'abbé Baudiau rapporte en 1865 que « les nourrices du voisinage venaient, de temps en temps, après s'être lavé le sein dans la fontaine, se prosterner au pied de [la croix Saint-Martin], et y attachaient une jarretière ou un ruban rouge, comme offrande, pour obtenir une sécrétion laiteuse plus abondante. »

## Aménagements et écologie

### Faune et flore
Le substrat fin et sableux est peu favorable aux espèces lithophiles. La présence de plans d'eau favorise les espèces des étangs (dits limnophiles), au détriment d'autres, touchées par le changement thermique. C'est le cas de la truite, truite, peu ou pas présente à l'échelle du contexte. Elle est toutefois préservée en amont.
L'inventaire des zones naturelles d'intérêt ZNIEFF recense une présence faible des amphibiens, des poissons et des crustacés, une présence moyenne des odonates (agrions et libellules) ainsi qu'une bonne présence des oiseaux. Elle reconnaît cinq espèces déterminantes parmi la faune de la Braconne, qui caractérisent son intérêt régional : la rainette verte (Hyla arborea), la truite commune (Salmo trutta), le chabot commun (Cottus gobio), la lamproie de Planer (Lampetra planeri) et le putois (Mustela putorius).
Sont aussi rencensés l'odonate agrion de Mercure (Coenagrion mercuriale), d'intérêt européen et protégée réglementairement, les amphibiens salamandre tachetée (Salamandra salamandra) et triton palmé (Triturus helveticus), les oiseaux pic mar (Dendrocopos medius), torcol fourmilier (Jynx torquilla), pie-grièche écorcheur (Lanius collurio), alouette lulu (Lullula arborea) et huppe fasciée (Upupa epops) et les reptiles couleuvre d'Esculape (Elaphe longissima) et couleuvre à collier (Natrix natrix).

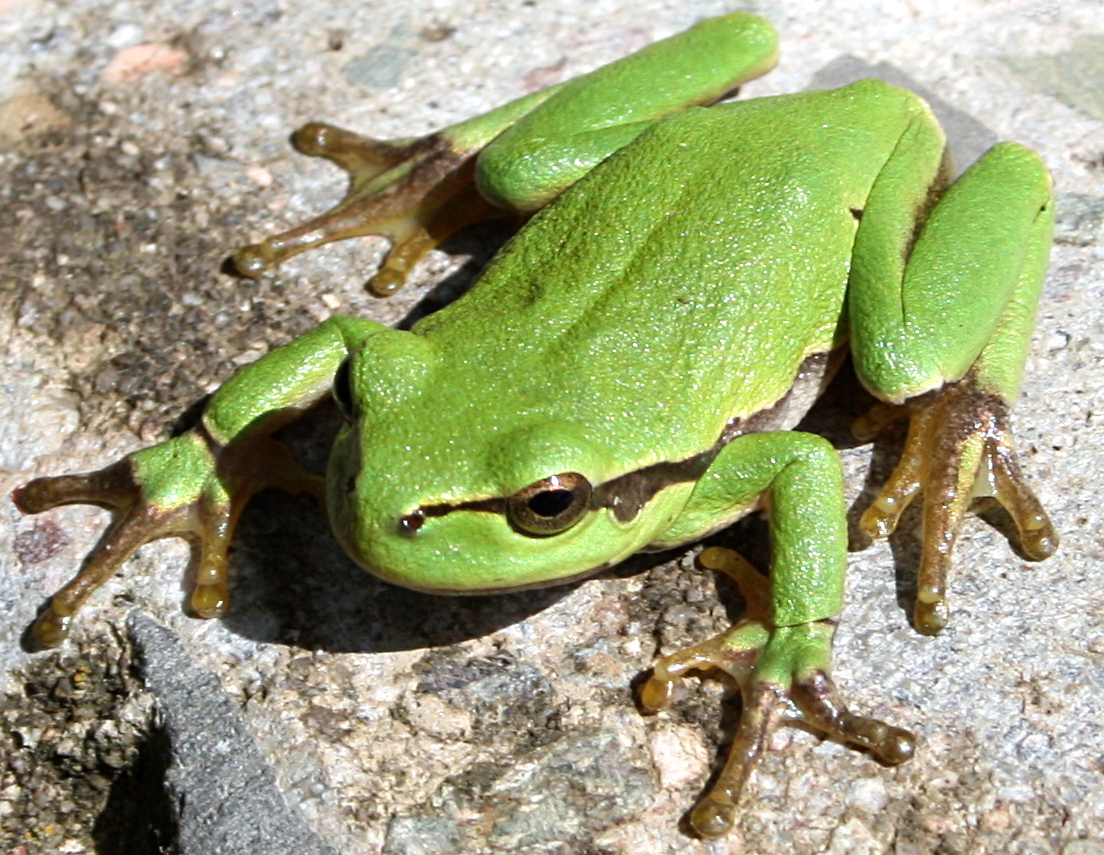
Rainette verte.
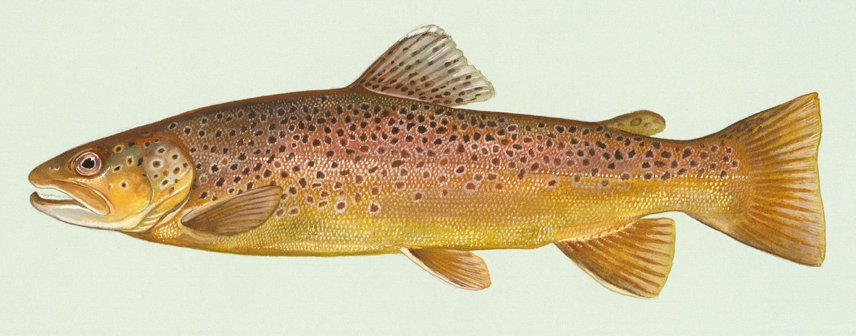
Truite commune européenne.
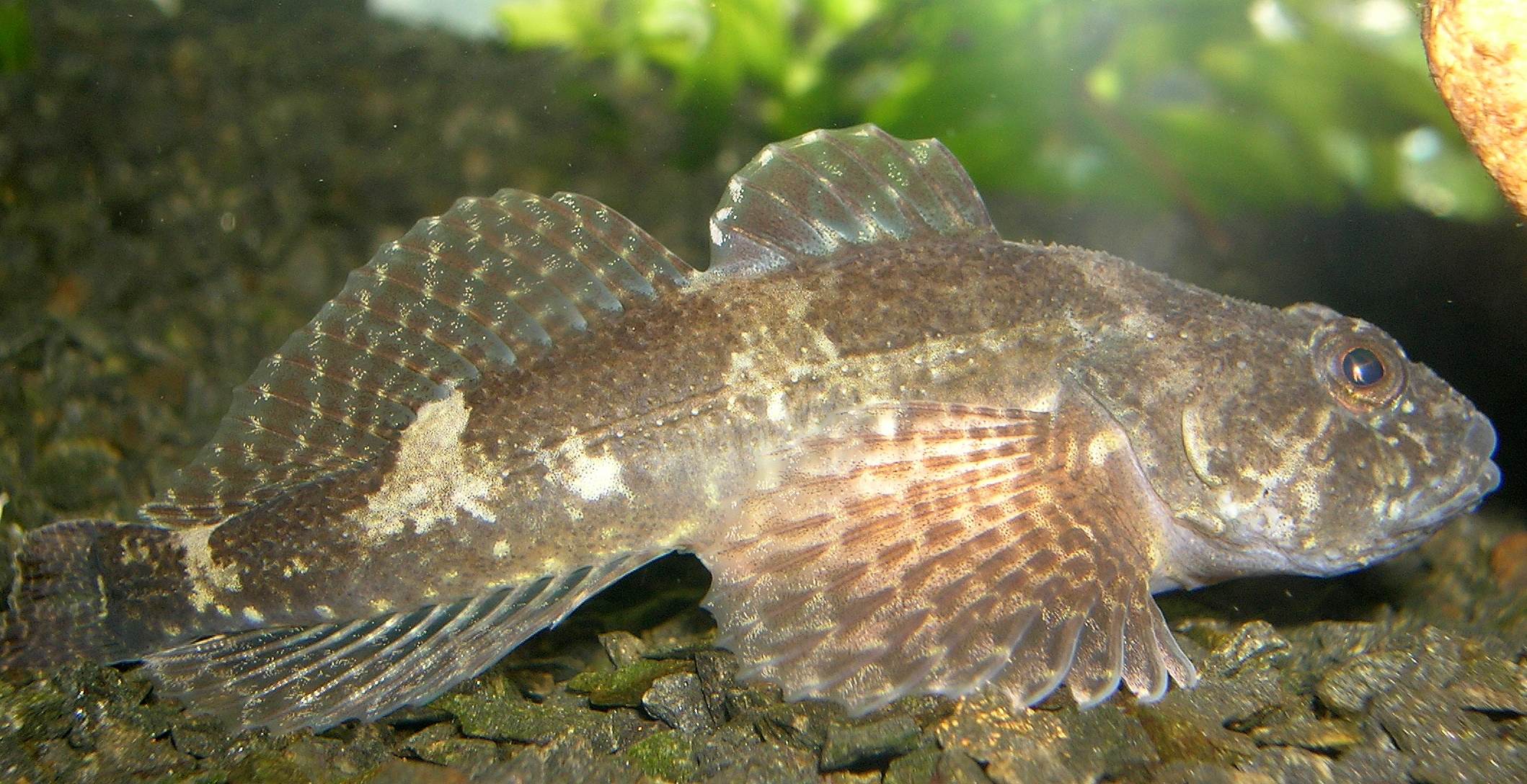
Chabot commun.
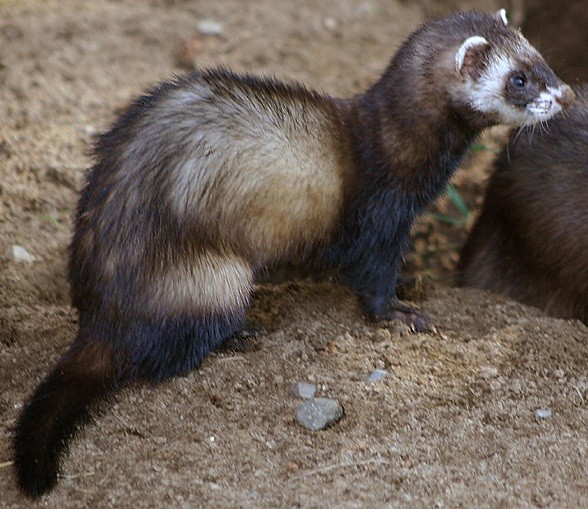
Putois.
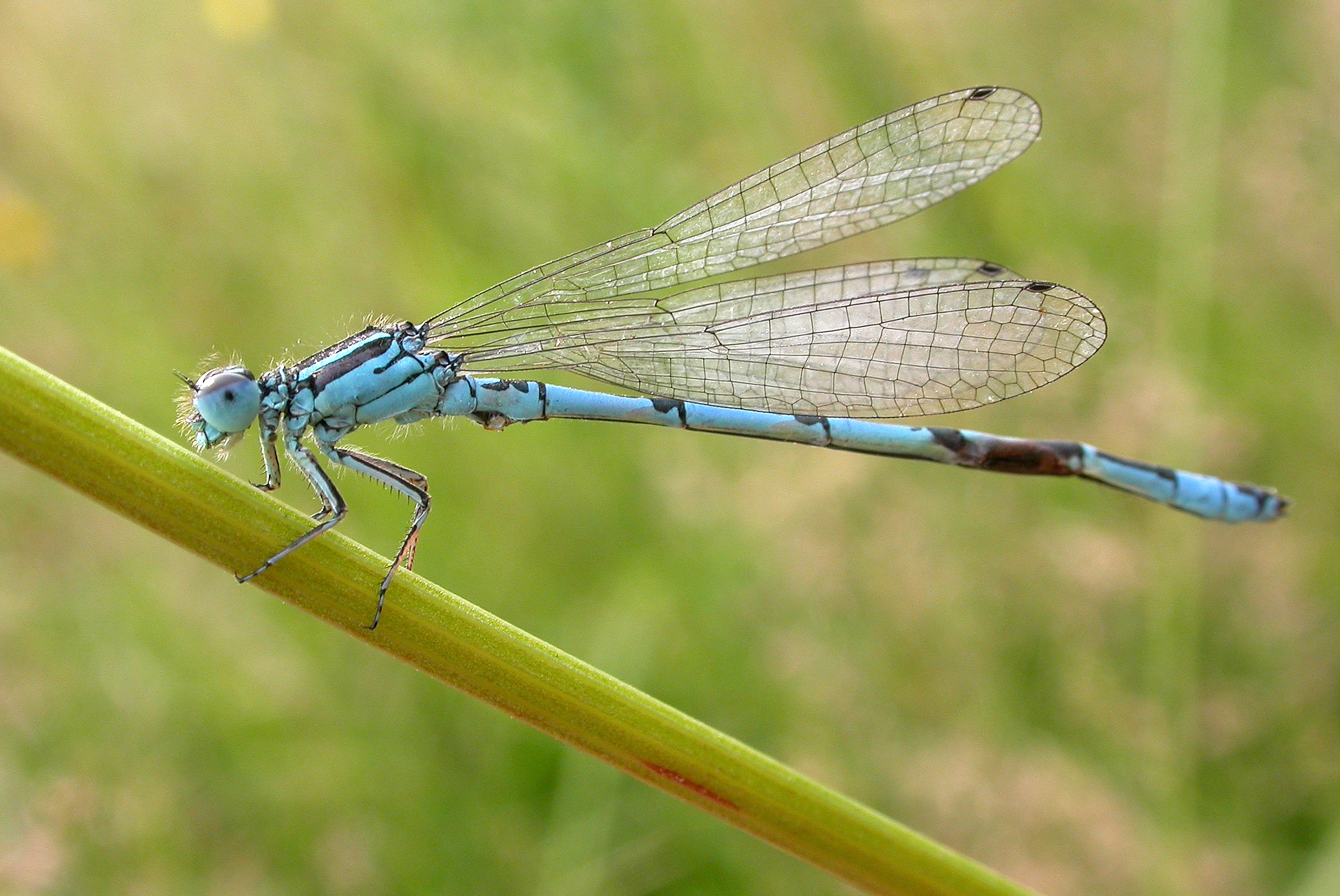
Agrion de Mercure.

### Pisciculture
Selon le décret du 16 septembre 1958 déterminant le classement des cours d'eau en deux catégories, la Braconne et ses affluents sont des cours d'eau de première catégorie, c'est-à-dire que son peuplement piscicole dominant est constitué de salmonidés, telle la truite,,.

### Activités humaines et menaces
En amont de la rivière, l'habitat est dispersé. Les activités humaines relèvent essentiellement de la sylviculture et de l'élevage. La sylviculture est surtout présente en amont, l'activité principale est l'élevage de bovins.
Le piétinement bovin et la disparition des formations boisées et herbacées sur les rives (appelées ripisylve) ont un impact fort sur les espèces maritimes et l'écosystème de la berge,. La culture du sapin et par là l'enrésinement acidifient et élargissent le cours d'eau. Quant aux curages de l'eau, ils accentuent l'ensablement et réduisent la surface de reproduction. Une protection du patrimoine doit passer par un élevage extensif respectueux des cours d'eau et de leurs milieux périphériques (limite d'accès des bovins au cours d'eau afin de préserver les berges et d'éviter le colmatage de l'habitat) et le maintien de la dynamique naturelle du cours d'eau (plantation de ripisylve, limitation des curages, limitation des coupes à blanc),.

### Protections
Déjà inclus dans le Parc naturel régional du Morvan et partiellement protégé en tant que site classé, l'amont de la Braconne, ses affluents et ses rives sont protégées par la zone naturelle d'intérêt écologique, faunistique et floristique (ZNIEFF) de type 1 « Rivière la Braconne ». Elle s'étend sur les communes de Saint-Léger-sous-Beuvray, Poil et La Comelle à partir de Montmoret, du Carrage et des Baumes jusqu'au Grand Laume, avant le bourg de Poil, couvrant une surface de 304 hectares au total. Elle reconnaît notamment la faune aquatique patrimoniale à l'intérêt régional,.